# バート・ラッペナウ
バート・ラッペナウ (ドイツ語: Bad Rappenau, ドイツ語発音: [baːt ˈrapəma‿u]) は、ドイツ連邦共和国バーデン＝ヴュルテンベルク州北西部、ハイルブロン郡に属す都市。ハイルブロンの北西約14kmに位置する。この都市は、ハイルブロンを上級中心とするハイルブロン＝フランケン地域連合のハイルブロンを中心とする中級地域圏に含まれる。
バート・ラッペナウは、ネッカーズルム、エッピンゲンに次ぎ、ハイルブロン郡第3の都市である。バート・ラッペナウは、1973年10月1日に都市権を得、2003年1月1日に大規模郡都市になった。

## 地理
バート・ラッペナウは、クライヒガウ地方北東部に位置する。市域は、ハインスハイム市区でネッカー川沿いにまで広がっている。

### 隣接する市町村
バートラッペナウに隣接する市町村は、東から時計回りに、グンデルスハイム、オッフェナウ、バート・ヴィンプフェン（以上、ハイルブロン郡）、ハイルブロン（郡独立市）、マッセンバッハハウゼン、キルヒャルト（ともにハイルブロン郡）、ジンスハイム、ネッカービショフスハイム、ヘルムシュタット＝バーゲン（いずれもライン＝ネッカー郡）、ヒュッフェンハルト（ネッカー＝オーデンヴァルト郡）、ジーゲルスバッハ（ハイルブロン郡）、ハスマースハイム（ネッカー＝オーデンヴァルト郡）である。バート・ラッペナウは、キルヒャルトおよびジーゲルスバッハとともに行政共同体を形成している。

### 市の構成
バート・ラッペナウは、中核地区の他、バープシュタット、ボンフェルト、フュアフェルト、グロムバッハ、ハインスハイム、オーバーギムペルク、トレシュクリンゲン、ヴォレンベルクの各市区からなる。

## 歴史
ラッペナウは、1356年に Rappenawの表記で初めて文献に記載されているが、1190年にはすでに Raban von Wimpfenと呼ばれていた。この村は、多くの家門が分割統治していた。たとえば、帝国都市ヴィンプフェンやヘルムシュタット家などである。1592年からは、ゲンミンゲン家が、クライヒガウ騎士区に属す帝国騎士所有地としてこの村を領した。エーバーハルト・フォン・ゲンミンゲンは、1604年にラッペナウの水城を築いた。1806年にこの村は、帝国代表者会議主要決議によってバーデン大公領に組み込まれ、1810年には一時的にアムト（地方行政区画）の本部所在地となったが、1813年にはアムト・ネッカービショフスハイムに編入された。
その後、1822年に製塩監督官のローゼントリットがアインジーデルヴァルト周縁部の深さ175mに豊かな岩塩層があることを発見した。直ちにラッペナウの鉱泉を治療に応用しようという努力がなされた。しかし、バーデン政府は鉱泉保養所の建設に興味を持たなかった。このため、1832年に持株会が組織され、1834年5月15日にゾフィーエンバート（パトロンの公妃ゾフィー・フォン・バーデンに因んで名付けられた）が建設された。これにより、ラッペナウに水浴場のにぎわいがもたらされたものの、採算が合わなかったため、この保養所は閉鎖された。1845年には塩水温浴所が設けられ、1873年までには倍以上の規模に拡張された。1862年にはサウナ室が設けられ、1886年からは温泉吸入施設も設置された。1867年にアムト・ネッカービショフスハイムは廃止され、ラッペナウはベツィルクアムト・ジンスハイムに編入された。
1887年にマンハイム婦人社会奉仕員養成所が、温泉療養の必要な子供のためにクアハウス・ジローアをオープンさせ、1912年にはハイデルベルクのオスカー・ヴルピウス教授がラッペナウの森の高台に骨・関節・腺病患者のためのサナトリウムを開設した。また、1845年からは古い塩水温浴所は、町営のゾフィー＝ルイーゼン＝バートとなった。1921年には約84,500人の宿泊客があった。バーデンの国務大臣の指示による湯治場としての認可は1930年9月4日になされ、これにより同年10月1日から町の名前は「バート・ラッペナウ」と改名された。バート・ラッペナウの温泉施設の数は第二次世界大戦後急速に増え、1952年には州で7番目に大きな湯治場となっていた。1970年代には4つの特別治療施設が設けられ、およそ60万人の宿泊客が訪れている。
1936年の行政改革で、バートラッペナウの所属するベツィルクアムト・ジンスハイムはジンスハイム郡に移行した。1950年4月1日にはハインスハイムのツィンマーホーフ地区が、1952年4月1日にはバート・ヴィンプフェンのツィンマーホーファーフェルト地区がバート・ラッペナウに合併した。1971年から1973年までの間に、さらに8つの周辺自治体（5つがジンスハイム郡、2つがハイルブロン郡、1つがモスバッハ郡）がバート・ラッペナウに合併した。1973年1月1日に、バート・ヴィンプフェンはハイルブロン郡に移管され、これに伴いシュトゥットガルト行政管区に属すこととなり、バーデンの自治体であったバート・ラッペナウは、ヴュルテンベルクのシュトゥットガルトの管理下に置かれることとなった。1973年10月にバート・ラッペナウは都市権を得た。
2001年にバート・ラッペナウの人口は2万人を超えた。これに基づく、大規模郡都市への昇格申請はバーデン＝ヴュルテンベルク州当局により2003年1月1日に発効した。

### 宗教
バート・ラッペナウの市域は元々、ヴォルムス司教区に属していた。ヴォルムス司教は、1343年にコンラート・フォン・ヘルムシュタットに、ヴィンプフェン教区のラッペナウ支礼拝堂を独自の教区とすることを許可した。1530年以降は、領主によって宗教改革がなされ、その後ラッペナウは何世紀もプロテスタントの町となった。

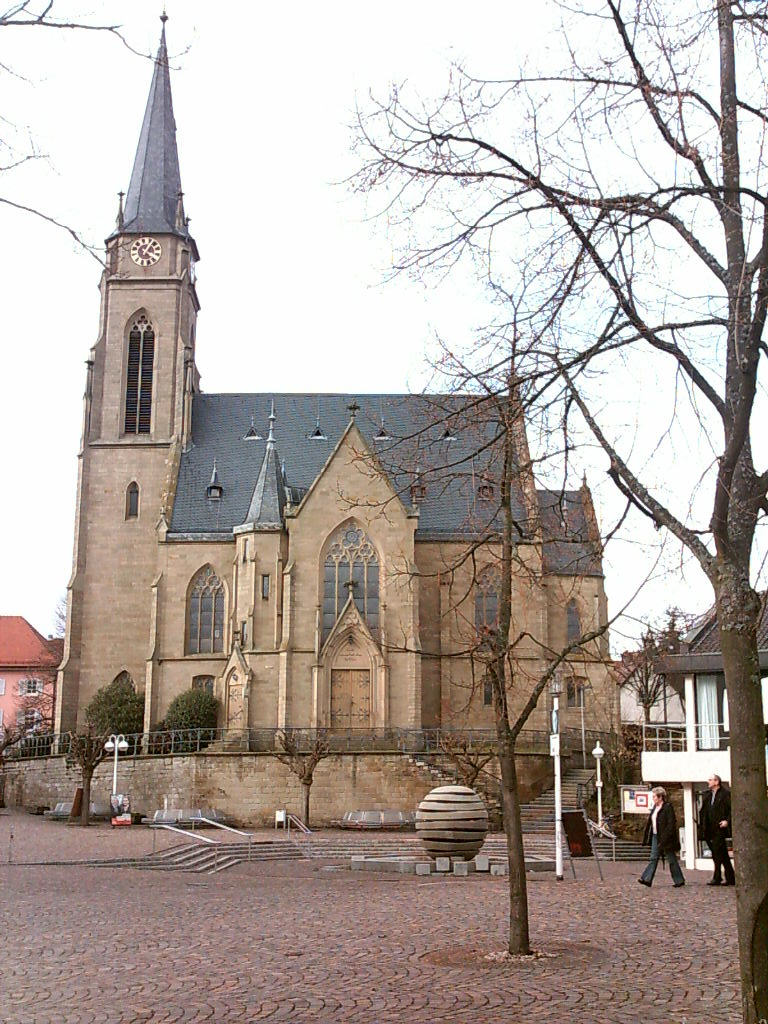
市教会

1806年にバーデンに移行し、後のプロテスタントのバーデン地方教会となる組織を構成する教区となった。1880年にこの教区は、現在の市教会にあたる新しい教会を建設した。バート・ラッペナウ教会組織は元々ジンスハイム教区に属したが、1975年からはエッピンゲン＝バート・ラッペナウ教区が創設された。この教区は2005年1月1日にジンスハイム教区と融合して新しくクライヒガウ教区となった。バープシュタット地区、グロムバッハ地区、ハインスハイム地区、オーバーギムペルク地区、トレシュクリンゲン地区にも、バーデンのプロテスタント地方教会クライヒガウ教区に属す教会組織が存在する。一方、ボンフェルト地区、フュアフェルト地区の教会組織は、元々ヴュルテンベルクの町であったことから、ヴュルテンベルクのプロテスタント地方教会ハイルブロン教区に属している。

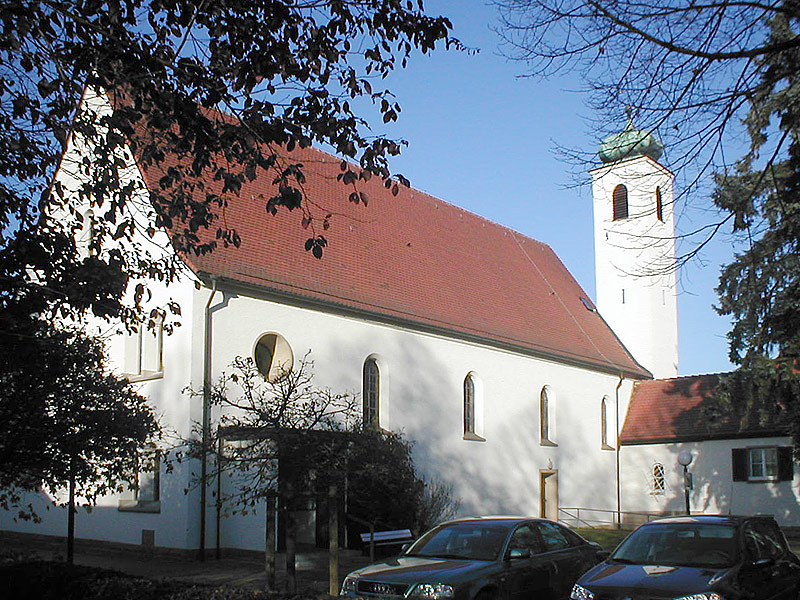
Heiligsten Herzen Jesu教会

19世紀にはカトリック信者も多くバート・ラッペナウにやって来た。彼らはまず、隣接するジーゲルバッハの教会に所属した。1896年にはラッペナウ城内礼拝堂で教会行事を行うようになった。1929年から現在の Heiligsten Herzen Jesu（最も聖なる御心のイエス）教会を建設し、1954年に完成し、1959年には独自の教区を樹てた。この教区は、創設の時点からフライベルク大司教区（ヴァイプシュタットに本部を置くクライヒガウ監督区）に属した。バート・ラッペナウ市内および周辺町村の教区は、現在、バート・ラッペナウ司牧会（バート・ラッペナウHeiligsten Herzen Jesu教区）およびオーバーギムペルン司牧会（オーバーギムペルン聖キリエ教会、グロムバッハ聖マルガレータ教区）に属している。
ユダヤ人は、16世紀からラッペナウにいたことがわかっているが、居住者は流動的で、そのコミュニティは脆弱なものであった。1802年に5家族、1824年から25年には6家族がこの町に住んでいた。1816年にシナゴーグ建設が企図されたが、資金不足から頓挫した。1848年になってやっと、新しく開発された住宅地「ヒンタ・デム・ドルフ」に小さなシナゴーグが建設された。1881年にはジーゲルスバッハへ向かう街道沿いにユダヤ人墓地が設けられた。ユダヤ人コミュニティは、1875年に80人にまで拡大したが、その後は移住などにより急速に減少していった。1900年には46人、1933年には10人といった具合であった。1937年にコミュニティは解消され、シナゴーグは売却されてミルクの集荷場に改築された。1938年の水晶の夜には、ユダヤ人商店のショーウィンドウが粉々に破壊された。最後に残った5人のユダヤ人は1940年国外退去させられ、4人が亡くなった。

### 市町村合併
- 1950年4月1日: ツインマーホーフ
- 1952年4月1日: ツィンマーホーファーフェルト
- 1971年1月1日: バープシュタット、トレシュクリンゲン
- 1972年1月1日: オーバーギムペルン、ヴォレンベルク
- 1972年3月1日: ハインスハイム
- 1973年1月1日: フュアフェルト、グロムバッハ
- 1973年11月1日: ボンフェルト

### 人口推移
以下は、各時点における市域（町域）の人口を示す。数値は、国勢調査または各時点の行政当局の統計局による推定値である。

バート・ラッペナウの人口推移

## 行政

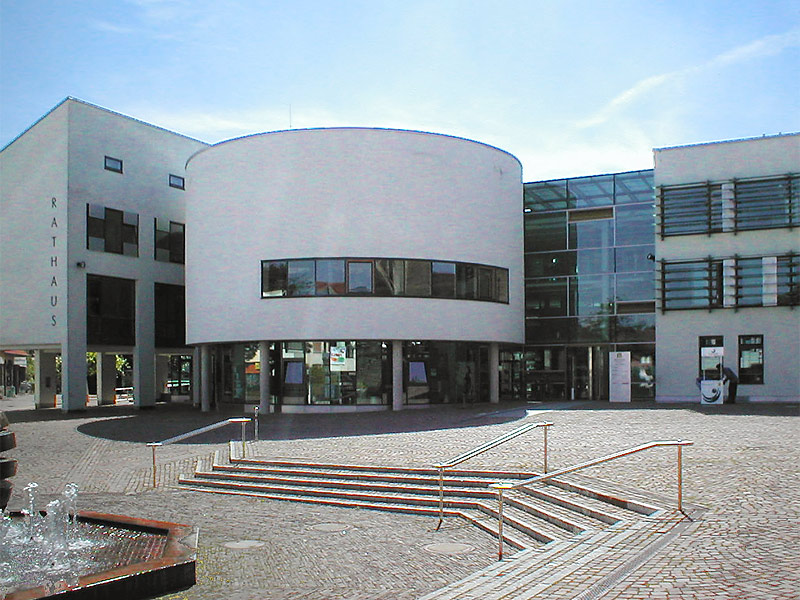
市役所

### 市議会
バート・ラッペナウ市の市議会選挙は、36人の議員からなる。
バート・ラッペナウは、市区毎の定員を定めた選挙区制選挙が行われている。フュアフェルト地区には区議会が存在する。

### 市長
市の代表者は、かつては領主またはその代行者である代官であった。バーデンへの移行後は、市長 (Bürgmeister) が市の行政を司るようになった。2003年1月1日に大規模郡都市に昇格した後、市の代表者は公式には上級市長 (Oberbürgmeister) と称する。Bürgmeisterは、公式には、上級市長の代行者で、第一副市長を指す。第二次世界大戦後の市長（2003年以後は上級市長）は、以下の通りである。
- 1945年 - 1946年: ヴァルター・シュタウビッツ
- 1946年 - 1978年: フリッツ・ハーグナー
- 1978年 - 2002年: ゲルト・ツィンマーマン
- 2002年 - 2018年: ハンス・ヘーリベルト・ブレットゲン
- 2018年2月1日 - : ゼバスティアン・フライ

### 紋章と旗
図柄: 金地。青い基部の上に、跳ねる黒い乗用馬（黒馬 = Rappe）。旗は、黒 - 黄色である。
1820年のラッペナウの印章には、かつての領主であったゲンミンゲン家の紋章である「青地に2本の金色の横帯」に地名に由来するデザインの黒馬が描かれていた。基部が青で覆われた上に黒い馬のデザインは、紋章学上は色彩規則違反なのだが、バート・ラッペナウの紋章がゲンミンゲン家の紋章から配色だけを引き継いだためである。バート・ラッペナウの紋章と旗は、1957年9月26日にバーデン＝ヴュルテンベルク州内務省の認可を得た。
1994年4月19日にバート・ラッペナウは、ドイツ海軍のフランケンタール級掃海艇にその名を与えた。この艦艇は、Abeking & Rasmussen 造船所で建造され、バルト海に面したカッペルンのオルペニッツ港に配備された。

### 友好都市
- コントレクセヴィル（フランス、ヴォージュ県）1982年
- スランドリンドッド・ウェルズ（イギリス、ウェールズ）2001年

## 文化と見所

### 博物館
バート・ラッペナウは1989年からフレンキシェ・ホーフの文化館内に博物館が開設されている。この博物館には、旧騎士領ラッペナウの製塩や湯治の歴史を概観することができる。この博物館の特殊性は、製塩所創設時代からのボーリング器具、岩塩採掘器具、食塩精製器具が展示されている点にある。

### 建築

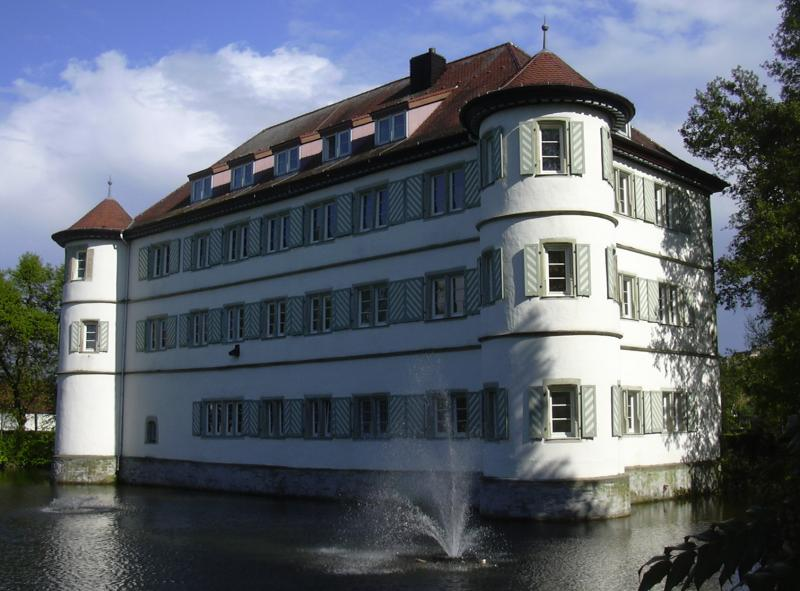
水城

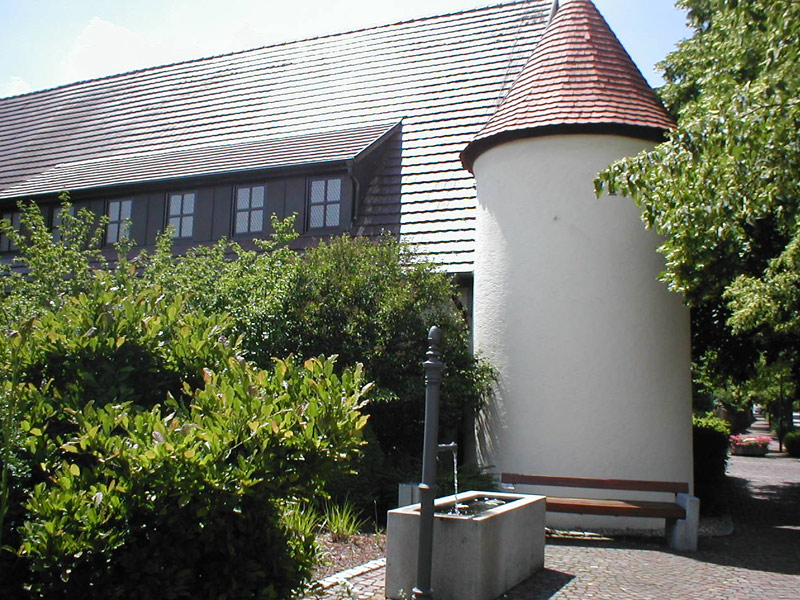
14世紀の防衛塔

水城は、この都市を象徴する建築物である。この城は、市街の歴史的な中心地にあり、ミュールバッハ川から水を引いた池のある附属庭園が併設されている。この川は、現在では暗渠になっている。かつては騎士領の本部であったこの城は、1601年から1603年にかけてエーバーハルト・フォン・ゲンミンゲンによって建設された。バプシュタッター通りの北側に14世紀に建設された円形の防衛塔がある。
市中心部のマルクト広場に1999年から2001年に建設された新しい市庁舎がある。この建物は教会広場に面して特徴的な円形部分があるが、この中には公民館と市議会議場がある。プロテスタントの市教会は、1880年に、後に名誉市民となる建築監督官ヘルマン・ベハーゲルによって建設された。マルクト広場には Stadt- oder Marktbrunnen（都市の、もしくは市場の泉）がある。この泉は、緑がかった花崗岩でできた8枚の円盤を水平に重ね合わせて球形に仕上げたもので、プライデルスハイム出身の芸術家イェルク・ファイルメツガーの作品である。中核都市部と各市区との連帯と温泉・鉱泉都市としてのバート・シュタットにおける水の重要さを象徴したものである。
ザリーネン通り（製塩所通り）に、1929年にハイルブロンの建築家フランツ・クーンの設計に基づいて建設されたカトリックの Heiligsten Herzen Jesu 教会がある。この教会は、1954年に建築家オーンマハトの指揮下で拡張工事が行われた。2つの鐘楼塔をもつネオバロック様式の建築で、北面屋階の十字架の道行き全14留を描いた壁飾りは、特に感銘を与える。この作品は、フライブルクのフランツ・クサヴァー・ヘンメルレの作品である。
文化館は、1842年に建設された旧フレンキシェ・ホーフ内にある。隣接して、1906年建造の学校（現在は実業学校が利用している）がある。この町には、この他に多くの歴史的木組み建築が遺されている。特にドミニコ修道会の館は特筆に値する。
ジーゲルスバッハに通じる街道沿いの市営墓地には、ローゼントリット＝グラーブがある。これは、1822年にバート・ラッペナウの岩塩層を発見した製塩監督官で名誉市民のゲオルク・ヘンリヒ・ローゼントリットの墓である。あずまや風の円形の建築物であるモノプテロスが、岩塩採掘場の入り口を飾る。これは、ベルリンとパリで活躍する芸術家マッチンスキーとデニングホフによって、クロム＝ニッケル鋼のチューブから創られている。
ヴィラ・ルスティカは、ローマ時代の農場の一部である。この遺跡はフュンフミュールタールの入り口にあたるレーマーゼー（ローマの湖）沿いに位置する。

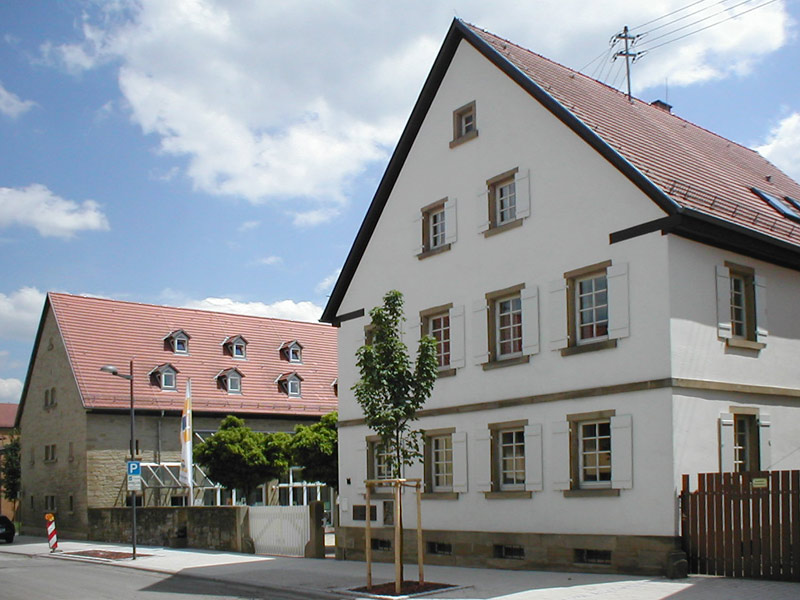
文化館
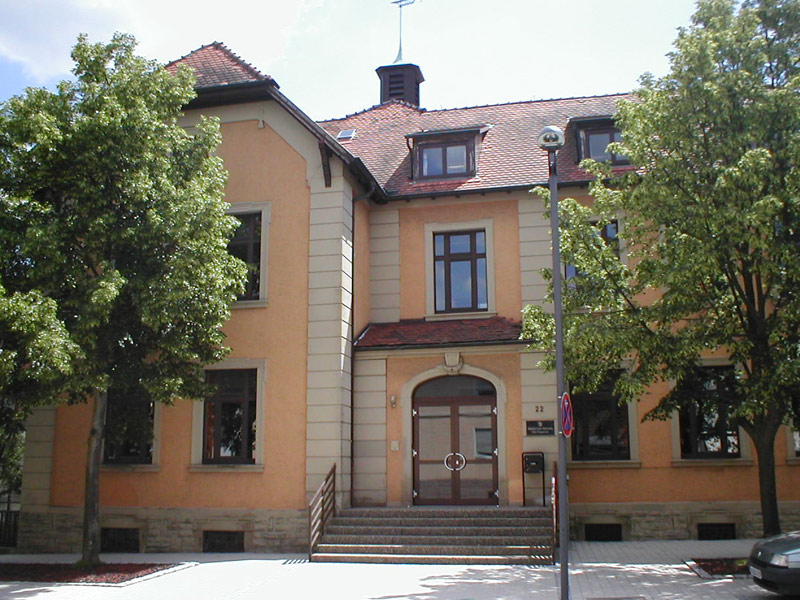
1906年建造の学校
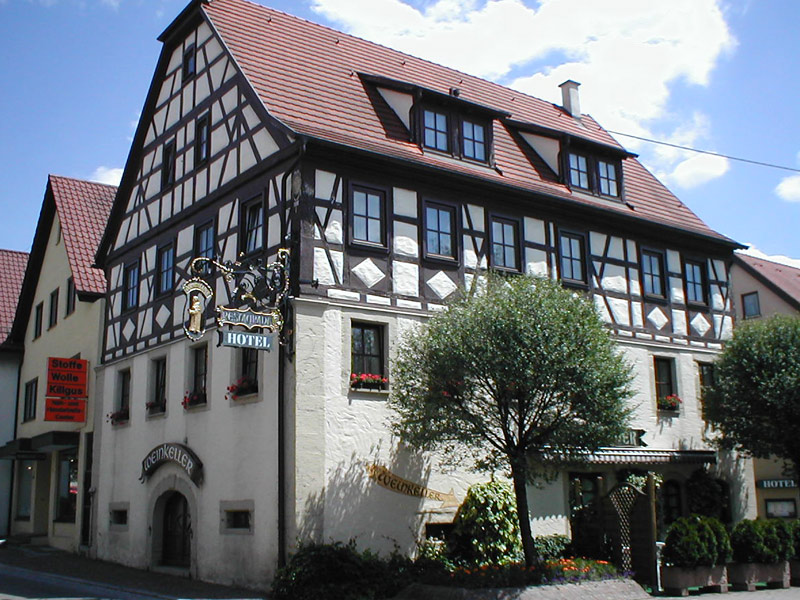
ドミニコ修道会の館
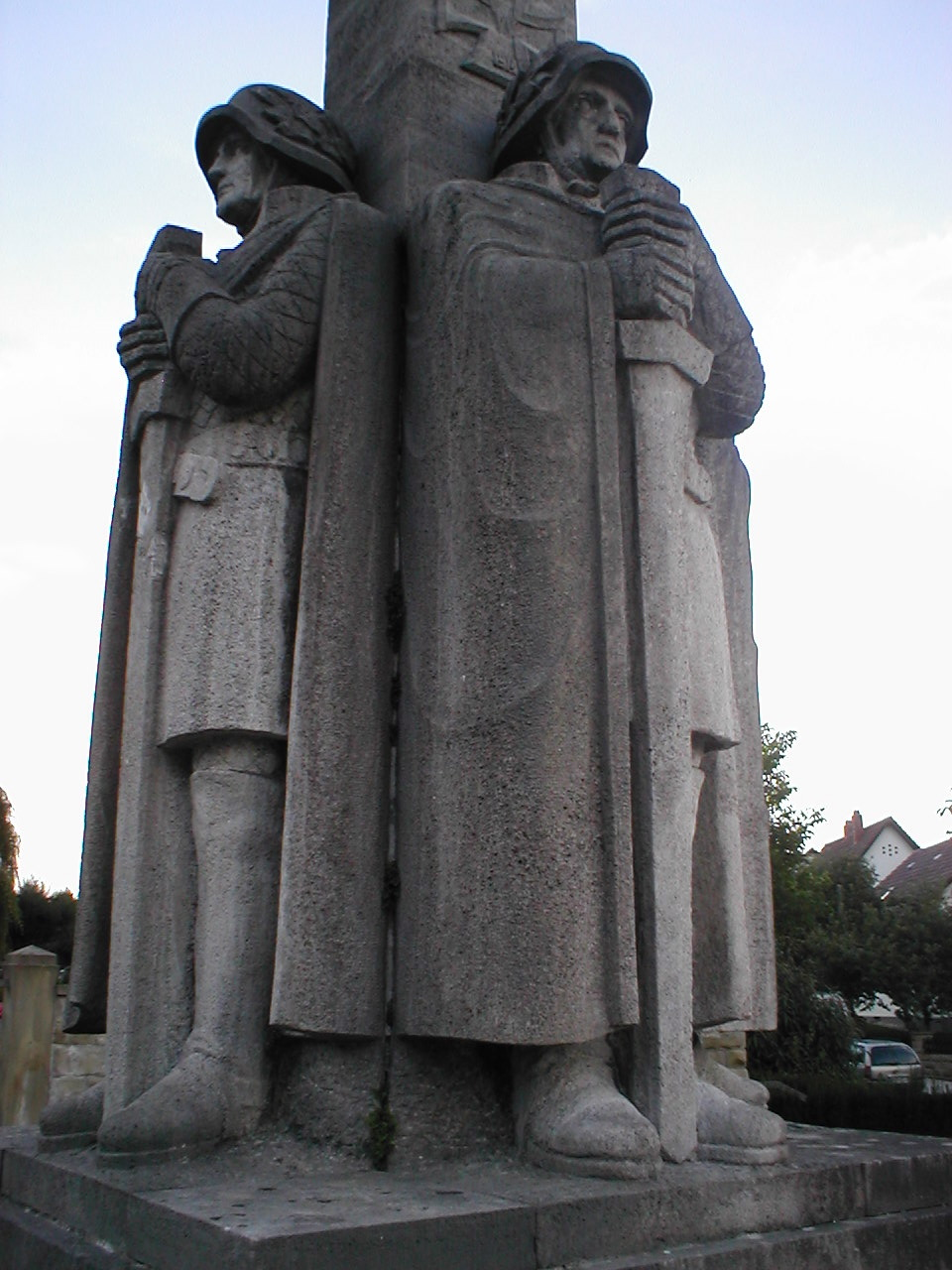
1934年の戦争記念碑

### 年中行事
中核市区では、1977年から毎年街道祭が、1978年から市祭が行われている。また、入植者協会は春祭りを開催している。各市区は1980年代あるいは90年代から毎年様々な祭を行っている。たとえば、グロムバッハの秋祭りや城内庭園祭、ハインスハイムの漁師祭、オーバーギムペルンの城祭、ヴォレンベルクのケルター祭（ヤーコビ市場）、ツィンマーホーフのマルティニ市場などである。バート・ラッペナウのクアパルクで毎年行われる「光の祭」も忘れてはならない。この祭には、毎年1万人がバート・ラッペナウに惹きつけられ、常に大きな成果を上げている。ツィンマーホーフ地区とジーゲルスバッハとの間のレーマーゼーでは、20年以上にわたり毎年、野外ロック・コンサート「レーマーゼー・オープン・エア」が開催されている。
2008年4月25日から10月5日までバーデン＝ヴュルテンベルク州庭園博がバートラッペナウの城址公園、クアパルクおよびザリネンパルクで開催される。主なアトラクションの一つに塩水濃縮装置がある。

## 経済と社会資本

### 交通
バート・ラッペナウは、連邦アウトバーンA6号線（マンハイム - ハイルブロン）のインターチェンジに面している。また、連邦道B39号線がフュアフェルト地区を通っている。
バート・ラッペナウ駅は、バート・フリードリヒスハルからハイデルベルクに至るエルゼンツタール鉄道沿いにある。公共旅客交通機関は、ハイルブロン・ホーエンローエ・ハル近郊交通が、多くのバス路線を運営している。

### 地元企業
バート・ラッペナウの主な企業は以下の通りである。
- Mondi Packaging Bad Rappenau GmbH、工業用包装材料
- ZIMA Apparate GmbH、フィルター・吸着材製造
- Stahl Plast Kunststoffe GmbH & Co.、プラスチック、ケーブル工業の材料製造
- Losberger Intertent GmbH、テント・プレハブ小屋製造
- RAC GmbH & Co. KG、自動車用スピーカーおよびアンプ製造
- EOS KSI Inkasso Deutschland GmbH、信販会社
- Kraichgau-Klinik Bad Rappenau GmbH & Co.KG、癌リハビリ・クリニック
- Vulpius Klinik GmbH、整形外科医
- Kurklinik Bad Rappenau GmbH、温泉治療センター
- Häffner Bräu、ビール醸造・レストラン

### メディア
バート・ラッペナウでのできごとは、日刊紙の Kraichgau Stimme（Heilbronner Stimmeの地方版）および Bad Rappenauer Bote / Eppinger Nachrichten（Rhein-Neckar-Zeitungの地方版）に掲載される。

### 公共機関
バート・ラッペナウには公証人役場がある。

## 人物

### 出身者
- カール・エグナー（1896年 - 1982年）彫刻家
- エーバーハルト・フォン・ゲンミンゲン（1936年 - ）イエズス会司祭、バチカン放送ドイツ支局責任者
- ホルガー・シュメーツァー（1947年 - ）馬術障害飛越競技連邦代表チーム・コーチ
- クラウス・ツァプフ（1952年 - ）Zapf Umzüge社の創業者
- ブルーノ・ゼルツァー（1957年 - ）HUGO BOSS AGの代表取締役
- マルティン・プレシュカ（1965年 - ）ベルリン芸術大学音楽療法学非常勤講師
- ミケ・ルクー（1965年 - ）ゼプニッツ（ザクセン州）上級市長